# Mythicomyia problis
Mythicomyia problis är en tvåvingeart som beskrevs av Hall 1976. Mythicomyia problis ingår i släktet Mythicomyia och familjen svävflugor. Inga underarter finns listade i Catalogue of Life.